# Howard Staunton
Howard Staunton (?, 1810 – Londres, 22 de junho de 1874) é considerado um dos maiores enxadristas britânicos do século XIX, bem como jornalista do enxadrismo e pesquisador das obras do dramaturgo William Shakespeare. Era tido como o melhor jogador de xadrez do mundo entre 1843 e 1851, e hoje seu nome é mais frequentemente lembrado pelo estilo das peças de xadrez que ele divulgou, o modelo Staunton.

## Vida
foi um mestre do xadrez inglês geralmente considerado o jogador mais importantes do mundo de 1843 a 1851, principalmente como resultado de sua vitória em 1843 sobre Pierre Charles Fournier de Saint-Amant. Ele promoveu um jogo de xadrez de peças claramente distinguíveis de formato padronizado - o padrão Staunton promulgado por Nathaniel Cooke - que ainda é o estilo exigido para competições. Ele foi o principal organizador do primeiro torneio internacional de xadrez em 1851, que fez da Inglaterra o principal centro de xadrez do mundo e fez com que Adolf Anderssen fosse reconhecido como o jogador mais forte do mundo.
De 1840 em diante, ele se tornou um importante comentarista de xadrez e ganhou partidas contra os melhores jogadores da década de 1840.  
A partir de 1841, Staunton publicou o jornal de xadrez "The Chess Player's Chronicle" e gerenciou-o até 1852. Foi o segundo jornal de xadrez depois da revista francesa "Le Palamède". Ele costumava apresentar seus próprios jogos aqui, com jogos vencedores sendo super-representados. 
Em 1847, ele iniciou uma carreira paralela como um estudioso de Shakespeare. Problemas de saúde e suas duas carreiras como escritor o levaram a desistir do xadrez competitivo depois de 1851. Em 1858, foram feitas tentativas de organizar uma partida entre Staunton e Paul Morphy, mas isso nunca aconteceu.
Os comentaristas modernos consideram que a compreensão de Staunton sobre o jogo posicional esteve muito à frente de seus contemporâneos. Embora não fosse um jogador de ataque desenfreado, ele atacou quando seus preparativos estavam completos. Seus artigos e livros sobre xadrez foram amplamente lidos e incentivaram o desenvolvimento do xadrez no Reino Unido, e seu Chess-Players 'Handbook (1847) foi uma referência por décadas. Staunton tem sido uma figura controversa desde sua época, e seus escritos sobre xadrez podem ser maldosos contra outras pessoas. Por outro lado, ele manteve boas relações de trabalho com vários jogadores fortes e entusiastas do xadrez influentes, e demonstrou excelentes habilidades de gerenciamento.
Em fevereiro de 1849, casou-se com a viúva Frances Carpenter, vários anos mais velha que ele. Aos 64 anos, Staunton morreu de ataque cardíaco na biblioteca de sua casa . Ele foi enterrado no cemitério Kensal Green.

## Carreira
Staunton rapidamente se tornou um dos melhores jogadores de xadrez da Europa. Em 1843, ele desafiou o mestre francês Pierre Saint Amant para uma competição no famoso café parisiense de xadrez Café de la Régence. Em 21 jogos, ele venceu onze, perdeu seis e empatou quatro vezes. Depois disso, ele foi considerado o jogador mais forte do mundo.
Staunton também alcançou grandes méritos pelo fato de que, devido aos seus esforços, o primeiro grande torneio internacional de xadrez foi realizado em Londres, ao mesmo tempo que a Exposição Mundial de 1851. Ele pediu doações a amigos do xadrez na Inglaterra e nas colônias e, assim, forneceu a base financeira para o torneio. O comitê organizador era formado por figuras importantes da sociedade londrina. O rico clube de xadrez St. George enviou convites aos principais mestres do xadrez da Europa. O torneio finalmente teve dezesseis participantes, incluindo Adolf Anderssen e Lionel Kieseritzky. Staunton, antes um favorito, perdeu para Anderssen, que inesperadamente venceu o torneio. Staunton foi apenas o quarto. Tempos para pensar de 12 a 16 horas por jogo eram comuns neste torneio, pois não havia relógio de xadrez e nem limite de tempo.
Staunton não conseguia lidar com o fracasso. Em sua revista, ele menosprezou seus oponentes e citou uma alegada doença como desculpa. Em 1853, Staunton perdeu uma partida não oficial contra von der Lasa e então se retirou do cenário internacional de xadrez. 
Quando a nova estrela em ascensão no céu do xadrez, Paul Morphy dos EUA, o convidou para competir em 1858, ele evitou um duelo. 
Sua melhor classificação histórica foi 2 706. Alcançou-a em novembro de 1846. Ele foi o número um no ranking mundial por mais de seis anos.

## Trabalhos
- Digitalansicht der Jahrgänge von The Chess Player's Chronicle
- The Chess-player's Handbook: A Popular and Scientific Introduction to the Game of Chess. Londres 1847 (várias edições)
- The Chess Player's Companion. London 1849
- The Chess Tournament. London 1852
- Chess Praxis: A Supplement to the Chess Player's Handbook. London 1860

## Principais resultados em torneios
| Data | Local        | Colocação | Observações                                                                        |
| ---- | ------------ | --------- | ---------------------------------------------------------------------------------- |
| 1851 | Londres 1851 | -         | Venceu Brodie e Bernhard Horwitz, foi eliminado na semi-final por Adolf Anderssen. |